# Distrikt Chupaca
Der Distrikt Chupaca liegt in der Provinz Chupaca in der Region Junín in Zentral-Peru. Der Distrikt wurde am 12. November 1823 gegründet. Er besitzt eine Fläche von 20,8 km². Beim Zensus 2017 wurden 21.389 Einwohner gezählt. Im Jahr 1993 lag die Einwohnerzahl bei 18.091, im Jahr 2007 bei 20.976. Sitz der Distriktverwaltung ist die 3263 m hoch gelegene Provinzhauptstadt Chupaca mit 14.450 Einwohnern (Stand 2017). Chupaca befindet sich 8,5 km westlich der Regionshauptstadt Huancayo.

## Geographische Lage
Der Distrikt Chupaca befindet sich im Andenhochland im Nordosten der Provinz Chupaca. Entlang der nördlichen Distriktgrenze fließt der Río Cunas nach Osten.
Der Distrikt Chupaca grenzt im Südwesten an den Distrikt San Juan de Iscos, im Westen an den Distrikt Ahuac, im Nordwesten an den Distrikt Huachac, im Norden an die Distrikte  Sicaya und Pilcomayo (beide in der Provinz Concepción) sowie im Osten an den Distrikt Huamancaca Chico.

## Ortschaften
Im Distrikt gibt es neben dem Hauptort folgende größere Ortschaften:
- Vista Alegre (1237 Einwohner)